# Nuoto ai Giochi della X Olimpiade - 100 metri stile libero femminili
La competizione 100 metri stile libero femminili di nuoto dei Giochi della X Olimpiade si è svolta nei giorni dal 6 e all'8 agosto 1932 al Los Angeles Swimming Stadium.

## Risultati

### Primo turno
Si è svolto il 6 agosto. Le prime due di ogni serie più il miglior tempo delle escluse ammesse alle semifinali.
| Pos. | Atleta            | Nazione       | Tempo  |
| ---- | ----------------- | ------------- | ------ |
| 1    | Corrie Laddé      | Paesi Bassi   | 1'12"1 |
| 2    | Yvonne Godard     | Francia       | 1'12"2 |
| 3    | Valerie Davies    | Gran Bretagna | 1'12"7 |
| 4    | Hatsuho Matsuzawa | Giappone      | 1'17"1 |
| 5    | Marjorie Linton   | Canada        | 1'19"9 |

| Pos. | Atleta          | Nazione       | Tempo  |
| ---- | --------------- | ------------- | ------ |
| 1    | Joyce Cooper    | Gran Bretagna | 1'09"0 |
| 2    | Josephine McKim | Stati Uniti   | 1'09"3 |
| 3    | Frances Bult    | Australia     | 1'11"4 |
| 4    | Rie Vierdag     | Paesi Bassi   | 1'13"3 |
| 5    | Irene Mullen    | Canada        | 1'15"2 |

| Pos. | Atleta         | Nazione       | Tempo  |
| ---- | -------------- | ------------- | ------ |
| 1    | Helene Madison | Stati Uniti   | 1'08"9 |
| 2    | Jenny Maakal   | Sudafrica     | 1'11"0 |
| 3    | Lilli Andersen | Danimarca     | 1'11"6 |
| 4    | Edna Hughes    | Gran Bretagna | 1'15"1 |
| 5    | Kazue Kojima   | Giappone      | 1'16"2 |

| Pos. | Atleta          | Nazione     | Tempo  |
| ---- | --------------- | ----------- | ------ |
| 1    | Eleanor Garatti | Stati Uniti | 1'08"5 |
| 2    | Willy den Ouden | Paesi Bassi | 1'09"2 |
| 3    | Yukie Arata     | Giappone    | 1'16"1 |
| 4    | Irene Pirie     | Canada      | 1'16"3 |
| 5    | Maria Lenk      | Brasile     | 1'25"8 |

### Semifinali
Si sono svolte il 7 agosto. Le prime tre di ogni serie ammesse alla finale.
| Pos. | Atleta          | Nazione       | Tempo  |
| ---- | --------------- | ------------- | ------ |
| 1    | Willy den Ouden | Paesi Bassi   | 1'07"6 |
| 2    | Eleanor Garatti | Stati Uniti   | 1'08"8 |
| 3    | Josephine McKim | Stati Uniti   | 1'08"8 |
| 4    | Joyce Cooper    | Gran Bretagna | 1'09"2 |
| 5    | Yvonne Godard   | Francia       | 1'14"1 |

| Pos. | Atleta         | Nazione     | Tempo  |
| ---- | -------------- | ----------- | ------ |
| 1    | Helene Madison | Stati Uniti | 1'09"9 |
| 2    | Frances Bult   | Australia   | 1'10"2 |
| 3    | Jenny Maakal   | Sudafrica   | 1'10"6 |
| 4    | Corrie Laddé   | Paesi Bassi | 1'11"8 |

### Finale
| Pos.    | Atleta          | Nazione     | Tempo  |
| ------- | --------------- | ----------- | ------ |
| Oro     | Helene Madison  | Stati Uniti | 1'06"8 |
| Argento | Willy den Ouden | Paesi Bassi | 1'07"8 |
| Bronzo  | Eleanor Garatti | Stati Uniti | 1'08"2 |
| 4       | Josephine McKim | Stati Uniti | 1'09"3 |
| 5       | Frances Bult    | Australia   | 1'09"9 |
| 6       | Jenny Maakal    | Sudafrica   | 1'10"8 |